# Salon de mai
Le Salon de mai est un salon de peinture et de sculpture fondé à Paris, comme association, en octobre 1943, et qui disparaît le 11 mai 2014. L'association est déclarée à la fin de 1944.

## Historique

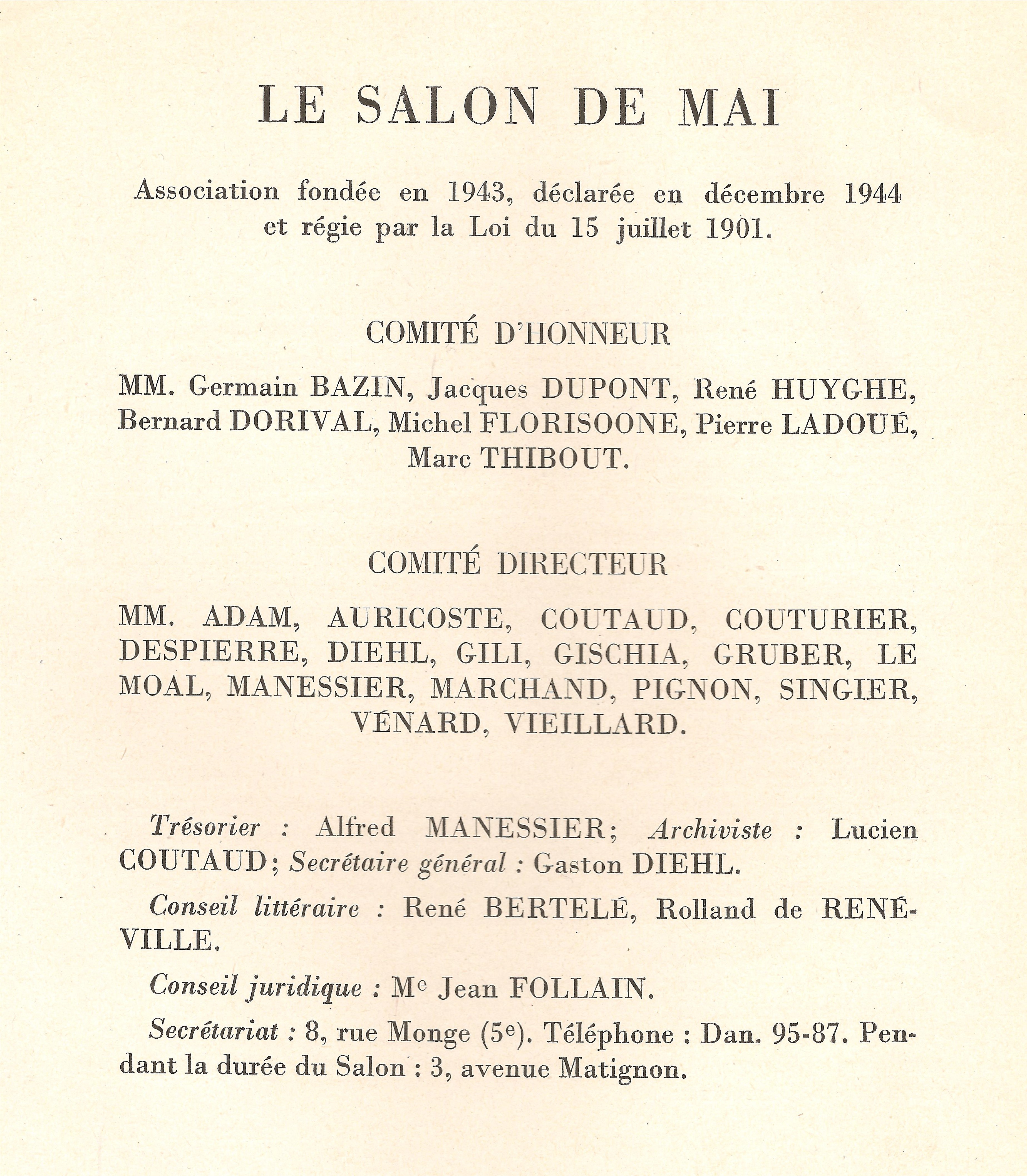
Premier Salon de Mai

L'idée de ce salon remonte à 1943 lorsque, dans l'arrière salle d'un café rue Dauphine, un petit groupe de peintres, sculpteurs et graveurs a été réuni par le critique d'art Gaston Diehl. Ces artistes n'ont aucune ligne esthétique spécifique, leur style allant de la figuration au surréalisme ou à l'abstraction, mais s'opposent tous à l'idéologie du nazisme et à sa condamnation de l'art dégénéré. 
Composent ainsi le comité directeur initial : Henri-Georges Adam, Emmanuel Auricoste, Lucien Coutaud, Robert Couturier, Jacques Despierre, Marcel Gili, Léon Gischia, Francis Gruber, Jean Le Moal, Alfred Manessier, André Marchand, Édouard Pignon, Gustave Singier, Claude Venard et Roger Vieillard
Plusieurs d'entre eux (Coutaud, Gischia, Le Moal, Manessier, Marchand, Pignon, Singier) avaient, en 1941, participé à l'exposition « Vingt jeunes peintres de tradition française ».

### Première édition
Sous la présidence de Gaston Diehl, le premier Salon de Mai a lieu à la galerie Pierre Maurs (3, avenue Matignon) du 29 mai au 29 juin 1945.
Le comité d'honneur réunit Germain Bazin, Jacques Dupont, René Huyghe, Bernard Dorival, Michel Florisoone, Pierre Ladoué et Marc Thiboutet. Le conseil juridique en est Jean Follain.
Le catalogue de ce premier Salon est préfacé par Gaston Diehl, avec des textes de René Bertelé et André Rolland de Renéville, des poèmes de Jacques Prévert, Lucien Becker, André Frénaud, Jean Follain et Guillevic.

### Éditions ultérieures
Des expositions sont organisées au Salon de Mai les décennies suivantes (par exemple les peintures de Paul Revel y sont exposées à partir de 1964, etc.). La photographe française Marie Amar y expose en 1993.
Gaston Diehl demeurera le président du Salon de Mai jusqu'en 1997. Le peintre Bertrand-Moulin en sera le président en 2005.

### Dernière édition
Le 64e et dernier Salon de Mai s'est tenu du 6 au 11 mai 2014 à l'Espace Commines (17, rue Commines, 75003 Paris). 
Ce fut un salon particulier. Il rendait hommage à ceux et celles qui ont contribué à sa renommée et qui continuent leur activité artistique aujourd'hui : les artistes qui ont été membres du Comité et les exposants "fidèles" du Salon de Mai.
Il rendait symboliquement hommage aux 5 000 artistes qui ont montré leurs œuvres au cours de ces 67 ans et à tous les visiteurs qui les ont soutenus par leur présence.

## Note
1. ↑  Qui suggère de nommer le salon du nom du mois durant lequel les premières réunions se sont tenues.
2. ↑  « AMAR, Marie - Le Delarge -Le dictionnaire des arts plastiques modernes et contemporains », sur www.ledelarge.fr (consulté le 23 décembre 2021)